# Parklife
| 전문가 평가                   | 전문가 평가 |
| 평가 점수                     | 평가 점수   |
| 출처                          | 점수        |
| ----------------------------- | ----------- |
| AllMusic                      | [ 1 ]       |
| Chicago Tribune               | [ 2 ]       |
| Encyclopedia of Popular Music | [ 3 ]       |
| Los Angeles Times             | [ 4 ]       |
| NME                           | 9/10        |
| Pitchfork                     | 9.5/10      |
| Q                             | [ 7 ]       |
| Rolling Stone                 | [ 8 ]       |
| The Rolling Stone Album Guide | [ 9 ]       |
| Select                        | 5/5         |

《Parklife》는 1994년 4월 25일, 푸드 레코드에서 발매된 영국의 록 밴드 블러의 세 번째 스튜디오 음반이다. 이전 음반 《Modern Life Is Rubbish》 (1993년)의 실망스러운 판매 이후, 《Parklife》는 〈Girls & Boys〉, 〈End of a Century〉, 〈Parklife〉 그리고 〈To the End〉의 네 히트 싱글의 도움으로 블러를 영국에서 다시 유명해졌다.
영국에서 플래티넘 4배 인증을 받은 이 음반은 발매 다음 해에 미래의 라이벌 오아시스의 음반 《Definitely Maybe》와 함께 떠오르는 브릿팝계를 정의하게 되었다. 브릿팝은 차례로 더 광범위한 쿨 브리타니아 운동의 중추적인 역할을 할 것이다. 따라서 《Parklife》는 상당한 매출과 비평가들의 찬사를 넘어 문화적 의미를 지니게 되었고, 영국 록 음악의 랜드마크로서의 위상을 공고히 했다. 이 음반은 전 세계적으로 5백만 장 이상 팔렸다.

## 녹음
블러의 데뷔 음반이 나오기 1년 전인 1990년, 이 밴드의 보컬리스트 데이먼 알반은 음악 기자들에게 "세 번쩨 음반이 나오면 90년대의 영국 밴드로서 우리의 자리는 보장될 것입니다. 그것은 사실에 대한 간단한 진술입니다. 1994년에 쓸 생각입니다."
블러의 이전 음반 《Modern Life Is Rubbish》의 녹음 세션이 끝난 후, 알반은 다작을 쓰기 시작했다. 블러는 알반의 신곡을 삼삼오오 모여 데모했다. 당시 이들의 위태로운 재정 상태 때문에 블러는 프로듀서 스티븐 스트리트와 함께 재빨리 스튜디오로 돌아가 세 번째 음반을 녹음했다. 블러는 1993년 8월 메종 루즈 레코딩 스튜디오에서 만나 다음 음반을 녹음했다. 이 녹음은 노래 〈This Is a Low〉와는 별도로 비교적 빠른 과정이었다.
블러 멤버들은 최종 결과에 만족했지만 푸드 레코드 소유주 데이비드 발프는 "이건 실수야"라고 말하면서 그렇지 않았다. 곧이어 발프는 EMI에 푸드를 팔았다.

## 음악
블러의 프런트맨 데이먼 알반은 1994년 《NME》에 "저에게 《Parklife》는 이 모든 다른 이야기들이 포함된 느슨하게 연결된 콘셉트 음반과 같습니다. 그것은 신비로운 라거 먹는 여행이며, 세상 돌아가는 것을 보고 그것에 대해 논평하는 것입니다." 알반은 마틴 에이미스의 소설 《런던 필즈》를 음반에 큰 영향을 끼친 것으로 꼽았다. 오아시스의 기타리스트 노엘 갤러거는 《Parklife》가 "남잉글랜드의 의인화된 것처럼"이라고 말한 적이 있다. 이 곡들 자체는 신스팝에 영향을 받은 싱글 〈Girls & Boys〉, 〈The Debt Collector〉의 기악 왈츠 간극, 펑크 록에 영향을 받은 〈Bank Holiday〉, 마약에 취한 시드 배럿식 〈Far Out〉, 그리고 꽤 뉴 웨이브에 영향을 받은 〈Trouble in the Message Centre〉와 같은 많은 장르에 걸쳐 있다. 존 해리스 기자는 음반의 많은 곡들이 "영국의 인간적인 패치워크를 슬프게 받아들이려는 알반의 주장을 반영했다"고 평했지만, 〈To the End〉(스테레오랩의 레티시아 사디에)와 〈Badhead〉를 포함한 여러 곡들이 훨씬 더 개인적인 공간에 놓여있다고 말했다.

## 제목 및 커버
이 음반은 원래 《London》이라는 제목이 붙을 예정이었고 음반 커버샷은 과일과 채소가 가능한 카트의 것이 될 예정이었다. 알반은 "데이비드 발프가 우리와 함께 어떤 결정이나 창조적인 과정에 관여했던 것은 이번이 마지막이었고, 그것이 《London》이라고 부르는 그의 마지막 공헌이었다"고 말했다. 커버는 그레이하운드 경주의 영국식 오락물을 가리킨다. CD 책자에 있는 대부분의 사진은 그레이하운드 경마장 월섬스토 스타디움에서 찍은 밴드의 사진이지만 실제 커버는 그곳에서 찍은 것은 아니다. 《Parklife》의 음반 커버는 로열메일이 2010년 1월에 발행한 "클래식 음반 커버" 우표 세트로 선정한 10개 중 하나이다.

## 곡 목록
알렉스 제임스가 작사한 〈Far Out〉을 제외하고, 작사는 모두 데이먼 알반이 맡았다. 작곡은 모두 데이먼 알반, 그레이엄 콕슨, 알렉스 제임스, 데이브 론트리가 맡았다.
| #   | 제목                          | 재생 시간 |
| --- | ----------------------------- | --------- |
| 1.  | Girls & Boys                  | 4:50      |
| 2.  | Tracy Jacks                   | 4:20      |
| 3.  | End of a Century              | 2:46      |
| 4.  | Parklife (Feat, 필 대니얼스)  | 3:05      |
| 5.  | Bank Holiday                  | 1:42      |
| 6.  | Badhead                       | 3:25      |
| 7.  | The Debt Collector (기악)     | 2:10      |
| 8.  | Far Out                       | 1:41      |
| 9.  | To the End                    | 4:05      |
| 10. | London Loves                  | 4:15      |
| 11. | Trouble in the Message Centre | 4:09      |
| 12. | Clover Over Dover             | 3:22      |
| 13. | Magic America                 | 3:38      |
| 14. | Jubilee                       | 2:47      |
| 15. | This Is a Low                 | 5:07      |
| 16. | Lot 105                       | 1:17      |

## 인증
| 국가          | 인증        | 판매량/출하량 |
| ------------- | ----------- | ------------- |
| 캐나다 (CRIA) | 골드        | 50,000        |
| 스웨덴 (SRIA) | 골드        | 50,000        |
| 영국 (BPI)    | 4× 플래티넘 | 1,200,000     |
| 요약          |             |               |
| 유럽 (IFPI)   | 플래티넘    | 1,000,000     |